# オフィオコルジケプス科
オフィオコルジケプス科はフンタマカビ綱ボタンタケ目に属する菌類の科。昆虫寄生菌が多く含まれており、広義の冬虫夏草として知られているものも多い。

## 下位分類
以下6属に300種以上が含まれる。
- Drechmeria W. Gams & H.-B. Jansson 1985
大部分が線虫寄生性。シノニムにHaptocillium。
- Harposporium Lohde 1874
線虫寄生性で、昆虫にも寄生する。シノニムにPodocrella。
- Ophiocordyceps Petch 1931
ほぼ全て昆虫病原性。狭義の冬虫夏草(O. sinensis)を含む。シノニムにSorosporella、Hirsutella、Hymenostilbe、Syngliocladium、Paraisaria。
- Polycephalomyces Kobayasi 1941
昆虫病原性。
- Purpureocillium Luangsa-ard et al. 2011
節足動物に寄生し、無性世代で分生子が紫色を呈する。P. lilacinumはヒトを含む動物に真菌症を引き起こすことがあり、また植物病害線虫の生物的防除にも用いられる。
- Tolypocladium W. Gams 1971
昆虫、輪形動物、真菌に寄生する。T. inflatumはシクロスポリン産生菌として著名。[3]シノニムにChaunopycnis、Elaphocordyceps。

## 歴史
バッカクキン科は植物病原性や昆虫病原性など多様な糸状菌を含むことで知られてきたが、21世紀になると分子系統解析によってこの科の多系統性が指摘され、2007年にバッカクキン科、ノムシタケ科、オフィオコルジケプス科の3科に分割された。設立当初はOphiocordycepsとElaphocordycepsの2属から成っていたが、真菌全体の系統関係が見直される中で上記6属が枠組みとして提唱された。